# Santa Maria Donnaregina (Nápoly)
A Santa Maria Donnaregina (Santa Donna Regina Vecchia) középkori magyar vonatkozású emlékeket tartalmazó templom Nápolyban. A nevében szereplő Vecchia megkülönböztetésre szolgál a mellette levő Santa Maria Donnaregina Nuova templomtól.

## Leírása
A templom első említése 780-ból származik, utalva a San Pietro del Monte di Donna Regina apácáira. Abban az időben a templom a keleti városfal közelében helyezkedett el. A Szent Bazil-rendi apácák a 9. században érkeztek a városba és beléptek a bencések rendjébe. 1264-ben IX. Gergely pápa jóváhagyásával a ferencesekhez csatlakoztak. 1293-ban egy földrengés következtében erősen megrongálódott az épület és Mária királynő, II. Anjou Károly feleségének támogatásával építettek egy új komplexumot a régi mellett. Ez lett a Santa Maria Donnaregina Nuova.